# Historia de las misiones de la provincia jesuítica del Paraguay
Las reducciones fundadas por la Compañía de Jesús entre los guaycurúes, guaraníes y pueblos afines en las regiones del Guayrá, Itatín, Tapé (las tres en el actual Brasil), Uruguay (Brasil, Argentina y Uruguay actuales), Paraná (Argentina, Paraguay y Brasil actuales) y las áreas guaycurúes en el gran Chaco (Argentina y Paraguay actuales), fueron establecidas en el siglo XVII dentro de territorios pertenecientes al Imperio español en la gobernación  del Río de la Plata y del Paraguay y sus gobernaciones sucesorias (por real cédula de 1617) a partir de su división en 1618: gobernación del Paraguay y gobernación del Río de la Plata. Eclesiásticamente formaban parte de los obispados católicos de Buenos Aires y de Asunción e integraban la provincia jesuítica del Paraguay.
En 1586 llegaron los primeros jesuitas a Tucumán, y en 1587, a petición del Obispo de Asunción, fray Alonso Guerra, también al territorio paraguayo.
En este contexto, los jesuitas iniciaron las obras de evangelización y de construcción de los pueblos o reducciones en la actual zona de los departamentos de Misiones e Itapúa en Paraguay.
La primera actividad de los jesuitas al llegar a Paraguay fue la formación de pueblos autosuficientes dentro de áreas habitadas por indígenas y estructurar en forma escrita la lengua guaraní. No solo se dedicaban a impartir enseñanza religiosa sino que fijaban las pautas de un orden político, cultural, educativo y social que tuvo gran influencia en el desarrollo posterior del Paraguay. Los indígenas, en su mayoría nómadas y acostumbrados a una vida sin estructuras, se encontraban nucleados en pequeñas comunidades en las selvas. En torno a la misión de los jesuitas eran conformados en grupos de dos o tres mil por cada pueblo.
Este grupo de misioneros fundó cerca de 30 misiones en territorios que hoy pertenecen al Paraguay, Brasil, Argentina y Bolivia. Muchas de estas misiones fueron reconstruidas y conservadas.
Al ser expulsados los jesuitas por orden del rey Carlos III mediante la Pragmática Sanción del 27 de febrero de 1767, franciscanos, dominicos y mercedarios tomaron a su cargo los pueblos misioneros, constituyéndose la gobernación de las Misiones Guaraníes.

Localización de las reducciones jesuíticas en el actual territorio de Argentina, Brasil y Paraguay.

## Antecedentes
Hasta el año 1590 los españoles habían fundado diez ciudades y cuarenta colonias en América del Sur. Los indígenas, sometidos por la fuerza de las armas y en muchos casos voluntariamente, se constituyeron en servidores de los españoles a través del sistema de encomiendas.
Los reyes españoles trataron de mejorar la calidad de vida de los nativos, emitiendo decretos para su protección, pero tenían dificultad de ejercer un control sobre ellos. El sistema de encomiendas dio lugar a frecuentes levantamientos de la raza sometida.
No fue hasta que se fundaron las reducciones que surgió una época de mejoría de las condiciones de vida de los indígenas.

## Historia
El Consejo de Indias solicitó el envío de misioneros presentando la petición al general de los jesuitas, Ignacio de Loyola, quien se mostró interesado; a pesar de tener conocimientos de las condiciones espirituales de los pobladores de esta región y aún de sus necesidades, Loyola consideró que su compañía todavía no reunía las cualidades para semejante proyecto. Recién después de su muerte, los jesuitas llegaron al Río de la Plata.
Los franciscanos habían introducido al Paraguay el sistema de reducciones en 1580, fundando: Los Altos, Tobatí, Jejuy, Atirá, Ipané, Perico, Guarambaré y las de Itá (1585), Yaguarón (1586), Caazapá (1606), Yutí (1611), Itatí (1615) e Itapé (1682) entre los ríos Paraná, Paraguay y Aquidabán. 
El superior general de la Compañía de Jesús, Claudio Acquaviva dispuso en 1587 que las nuevas misiones jesuitas del Paraguay dependieran de la Provincia Jesuítica del Perú (creada en 1568). Llamados por el obispo de Asunción los primeros jesuitas que llegaron a esa ciudad el 11 de agosto de 1588 fueron Manuel Ortega, Tomás Fields y Juan Saloni, que era el rector del grupo. Todos conocedores del idioma tupí, similar al guaraní, por haber predicado antes en el Brasil. Los dos primeros se dirigieron a explorar el Guayrá y luego se establecieron en Villa Rica del Espíritu Santo. 
Alonso de Bárcena, Marcelo Lorenzana y Juan Aguilar llegaron al Paraguay en 1593. Juan Romero fue el primer superior de las misiones jesuíticas de la provincia del Paraguay dependientes del Perú. Lorenzana y Saloni exploraron el Guayrá. El Provincial jesuita de Perú, Esteban Páez ordenó el abandono de la misión y los sacerdotes se dirigieron al Tucumán, permaneciendo sólo en Asunción el anciano Tomás Fields. En 1603 fue creada la Vice-Provincia Jesuítica del Paraguay y Tucumán dividiendo la provincia del Perú, con Álvarez de la Paz como superior.
La provincia jesuítica del Paraguay fue creada el 9 de febrero de 1604 por Claudio Acquaviva, quien decidió que los misioneros de la provincia se establecieran en misiones estables, en vez de las volantes. En 1605 Marcelo Lorenzana y José Cataldino llegaron a Asunción. El primer provincial designado fue el padre Diego de Torres Bollo, quién llegó a Córdoba (sede de la provincia jesuítica) en 1608 con trece misioneros. Al momento de su creación esta provincia comprendía territorios que hoy forman parte de la Argentina, Uruguay, Paraguay, Chile y el Brasil (sureste del Mato Grosso y los estados de Santa Catarina, Paraná y Río Grande del Sur). Los padres Simón Mazeta, Francisco de San Martín y Antonio Jordán fueron enviados a Asunción. En 1625 se redujo la provincia al crearse la Vice Provincia Jesuítica de Chile.
Felipe III dispuso en dos reales cédulas de 1625 y 1626, agregar a la gobernación del Río de la Plata los territorios de las misiones jesuíticas del Paraná y del Paraguay.
Los jesuitas fueron dirigidos a zonas más alejadas de Asunción, una Real Cédula del 16 de marzo de 1608 ordenó al gobernador del Paraguay, Hernando Arias de Saavedra, (Hernandarias), que los jesuitas se dirigieran al Paraná, al Guayrá y a la región de los guaycurúes en donde los indígenas quedarían eximidos del servicio de la encomienda. 

### Las reducciones de los guaycurúes
En diciembre de 1609 los padres Roque González de Santa Cruz y Vicente Grifi cruzaron el río Paraguay y se internaron en el país de los guaycurúes que vivían entre río Confuso o Yabebyry y el río Pilcomayo en el Chaco Boreal. En 1610 fundaron la reducción de Nuestra Señora María de los Reyes en el lugar llamado Yasocá, ubicado a una legua del río Paraguay frente a Asunción, poco después González de Santa Cruz fue enviado hacia la misión del Paraná. En 1611 los misioneros fueron enviados a las regiones de Guarambaré y Pitun, quedando sin sacerdotes la reducción. En 1613 fueron enviados allí Pedro Romero y Antonio Moranta, fundando Romero junto al Pilcomayo la reducción de Guazutinguá, que duró hasta 1626. Alonso Rodríguez y José Oreghi se unieron luego a Romero. Tras 17 años de estériles intentos, la misión de los guaycurúes fue abandonada por los jesuitas. 
En 1750 se fundó San Fernando del Río Negro con abipones en el sitio de la actual Resistencia.
En 1762 el gobernador del Paraguay José Martínez Fontes logró un acuerdo de paz con los abipones y posibilitó a los jesuitas establecerse en el Chaco en las reducciones de Misión del Santo Rosario y San Carlos del Timbó (en Formosa) y Nuestra Señora del Bermejo a cargo del padre Martín Dobrizhoffer.
En 1759 el cacique Lorenzo Mbayá firmó un efímero tratado de paz en Asunción, lo que permitió el establecimiento de misiones jesuitas entre los mbayaes. En 1760 el jesuita Joseph Sánchez Labrador fue enviado a misionar entre los mbayás y otros "guaycurúes", fundando ese año la reducción de Nuestra Señora de Belén al este de la actual Concepción en el Paraguay sobre el río Ypané. Al ser expulsados los jesuitas en 1767 la misión tenía 260 indígenas reducidos. 
También en 1760 el jesuita Manuel Durán fundó la reducción de San Juan Nepomuceno al oeste del río Paraguay con indígenas guaná que se hallaban sometidos a los mbayá, al momento de la expulsión de los jesuitas contaba con 600 indígenas.

### Las reducciones del Paraná
En la zona a ambos lados del río Paraná entre el río Iguazú y la localidad correntina de Itatí y entre las sierras centrales de Misiones y los esteros del Iberá en la margen izquierda y desde el Salto del Guayrá, siguiendo por el río Tebicuary hasta el río Paraguay por la margen derecha, se ubicaba la provincia del Paraná. Los sacerdotes jesuitas Marcial de Lorenzana y Francisco de San Martín salieron de Asunción el 16 de diciembre de 1609 con destino a fundar las misiones del Paraná. La primera reducción fundada en esa zona fue la de San Ignacio Guazú (llamada Guazú para distinguirla de la del Guayrá), erigida por Lorenzana a principios de 1610 en el lugar llamado Yaguaramigtá (trasladada en 1628 y en 1667). Roque González de Santa Cruz se unió luego a Lorenzana y lo sucedió posteriormente.
González de Santa Cruz junto a Diego de Boroa —quien fue enviado al Paraná junto con Juan Salas— fundó Nuestra Señora de la Encarnación de Itapúa (25 de marzo de 1615). Esta misión se encontraba en ese entonces a la margen izquierda del río Paraná en la actual ciudad de Posadas, Argentina, fundada el 22 de marzo de 1615, pero no permaneció mucho tiempo en aquel lugar a causa de la amenaza bandeirante, la peste, la indocilidad de los nativos; se trasladó a la margen derecha del río Paraná en la actual ciudad de Encarnación, Paraguay, durante tres días cruzando el caudaloso río Paraná, hasta la bahía San José, luego hasta la actual ubicación, del casco céntrico de la ciudad de Encarnación, la Plaza Central es la misma de hace 400 años. La primera misa se celebró el 30 de junio de 1615, con la iglesia hecha con materiales autóctonos de la zona, mucho pajonal para la techumbre y madera para la mampostería, San Roque al frente como albañil, marco y diseñó la nueva ciudad, los guaraníes como ayudantes (Relatos del SJ Bartomeu Meliá). Con 12 hectáreas de construcción, y 40 hectáreas de espacio físico, albergó a más de 4870 guaraníes, encarnacenos tee, considerada la reducción más grande, con cuatro directores seculares. La Ciudad de Piedra, Demolida la iglesia por Decreto del entonces Cónsul, Carlos A. López, en el año 1843, los materiales de toda la Reducción fueron a parar a distintas construcciones, como el propio Cuartel de la Independencia, hoy Colegio Inmaculada, el Murallón de la Independencia y la propia Catedral de la Ciudad. Desterrados de su propia ciudad por decreto del 7 de octubre de 1848, los guaraníes con sus enseres a cuesta remitidos a Tupa Ra’y, Carmen del Paraná, en un cuadrilátero con guardias, muriendo hacinados por las pestes, de nuevo por Decreto, 112 Ciudadanos desde Capiata, vienen a poblar la villa Encarnación (ANA SH VOL. 257 N.º 6, F 47 Nómina de Pobladores a la Villa) desapareciendo así la población civil de Encarnación.]. Luego fundó Santa Ana de Iberá (en 1615, poco después transferida a los franciscanos) y Yaguapohá (1616) que fue fusionada en 1624 debido a la peste con Corpus Christi que fuera erigida en 1622 por Pedro Romero y por Boroa sobre el arroyo Itembey al oeste del río Paraná, el 12 de mayo de 1701 fue trasladada al este del Paraná sobre el arroyo Igauguy. 
En 1619 Roque González de Santa Cruz fue encargado de predicar en la región del Uruguay, quedando Diego de Boroa en Itapúa como Superior de la misión del Paraná y del Uruguay acompañado de Pedro Bosquier, en San Ignacio Guazú quedaron Ignacio Claudio Ruyer y Francisco del Valle y en Yaguapúa, Pedro Romero y Tomás Ureña.
Posteriormente Diego de Boroa y Claudio Ruyer fundaron cerca de la confluencia de los ríos Acaray y Paraná, Natividad del Acaray (1624), cuyos habitantes emigraron en 1633 ante el peligro de los bandeirantes, distribuyéndose entre Itapúa y Corpus Christi. Santa María la Mayor del Iguazú (1626) fundada por Diego de Boroa y Claudio Ruyer en el sitio de la actual Foz do Iguazú, trasladada en noviembre de 1633 al lugar en donde estuvo Mártires y posteriormente sobre la costa oeste del río Uruguay. 
En 1632 los nuevos pueblos trasladados desde el Guayrá, Nuestra Señora de Loreto del Pirapó que fue relocalizada como Loreto y San Ignacio Miní I relocalizada como San Ignacio Miní quedaron incorporados a las misiones del Paraná.
En 1637 fue trasladada sobre el Paraná cerca de Itapuá (actual Paraguay) la reducción de Candelaria y luego nuevamente trasladada sobre el Igarupá (actual Argentina), hasta que en 1665 fue llevada a su emplazamiento actual. San Cosme y San Damián (1638) por Adriano Formoso en el Ibitimirí, unida a Candelaria en 1642, se separó en 1718 ubicándose sobre el río Aguapey, en 1740 se trasladó al oeste del Paraná sobre otro Aguapey y en 1760 se ubicó más al sur, Jesús (1685) por Jerónimo Delfín sobre el río Monday, cerca del Paraná, trasladada luego al río Ibaroty, después al Mandioby y luego al Capibary, Santa Rosa de Lima (separada de Santa María de la Fe en 1698) y Santísima Trinidad (separada de San Carlos en 1706) por Juan de Anaya, en 1712 se trasladó al sur del Capibary. Otras reducciones jesuíticas con indígenas cainguás fueron las de San Joaquín, sobre el Taruma o Ihú, afluente del Acaray y San Estanislao, sobre el Miranguá afluente del Monday, ambas fundadas en 1747.

### Las reducciones del Guayrá
El Guayrá o la Pinería, era la extensa región comprendida entre los ríos Iguazú, Paraná y Tieté (o Añemby, río que separaba a los guaraníes —aliados de los españoles— de los tupíes —aliados de los portugueses—) y la línea del Tratado de Tordesillas. El ámbito de acción jesuita se desarrolló en es territorio más reducido entre los ríos Paraná, Iguazú, Tibagí y Paranapanema. Hacia esa región fueron enviados los sacerdotes jesuitas José Cataldino y Simón Mazetta (según otras fuentes: Maseta, Masseta, Maceta y Masceta), quienes salieron de Asunción el 8 de diciembre de 1609 enviados por el obispo Lizárraga y por el gobernador Hernandarias con instrucciones del provincial jesuita Diego de Torres Bollo para apostolar en la extensa región del Guayrá. Estos padres fundaron las reducciones de Nuestra Señora de Loreto y San Ignacio Miní I en 1610 a orillas del río Paranapanema, junto al río Pirapó la primera y en la zona llamada Itambaracá la segunda. 
En 1612 fueron enviados al Guayrá los sacerdotes Antonio Ruiz de Montoya y Antonio de Moranta, quien se enfermó y regresó a Asunción desde Mbaracayú. Ruiz de Montoya continuó hacia el Guayrá y luego se le unió el sacerdote Martín Xavier Urtaner (o Urtazu). Cataldino y Urtaner rigieron San Ignacio miní y Mazeta y Ruiz de Montoya a Loreto. En 1622 Ruiz de Montoya fue designado Superior de la Misión del Guayrá como sucesor de Cataldino, ese año ambos jesuitas y el padre Diego de Salazar fundaron la reducción de San Francisco Javier sobre el río Tibajiba (hoy río Tibagí) en la región llamada Ibitirambetá o Tayaty, quedando en ella Cataldino.
La reducción de San José fue fundada en 1625 entre el río Ivaí (o Huybay) y el Tibagi en la región de Tucuty por Ruiz de Montoya y Simón Mazetta, quien quedó en ella. Junto a Cristóbal de Mendoza (quien quedó en la reducción), Ruiz de Montoya fundó también en 1625 la reducción de Encarnación I en la región de Nivatinguí al este de San Javier. 
Simón Mazeta fundó Apóstol San Pablo en 1626 sobre el río Iñeay (o Inia), en el límite de las regiones de Tayaty y Tayaoba. Luego Ruiz de Montoya fundó una reducción en tierras del cacique Tayaoba, pero fue destruida inmediatamente, persistió y logró establecer en 1627 Siete Arcángeles entre los tayaobas.
En la región de los gualachíes, Ruiz de Montoya junto con Francisco Díaz Taño (quedó en ella) fundaron Purísima Concepción (o Inmaculada Concepción) en 1627. Ese año se produjo la primera incursión de bandeirantes en el Guayrá al atravesar el río Tibagí, pero el padre Cristóbal de Mendoza logró contenerlos para que no ataquen a los reducidos.
Ruiz de Montoya junto con Cristóbal de Mendoza fundaron San Miguel en Ibianguy (1627) en el Ibianguy o Ibitirucú y junto a Pedro Mola (quedó en ella) fundó San Antonio (1627) en el Ibiticoy.
Santo Tomás (1627) fue erigida por Francisco Díaz Taño en el lugar en donde se hallaba un cementerio en el que se había difundido la creencia que estuvo allí el apóstol Santo Tomás en su paso hacia la India.
Jesús y María (1628) fue fundada por Ruiz de Montoya y Simón Mazeta —quedó en ella—, destruida por los bandeirantes fue reedificada en 1629 e inmediatamente trasladada cerca del río Ivai por Ignacio Henard y vuelta a destruir en 1630. La última reducción fundada en el Guayrá fue San Pedro en los Pinares (1628) entre los gualachíes por José Cataldino.
Las reducciones del Guayrá fueron objeto de ataques por parte de los bandeirantes provenientes de São Paulo, quienes esclavizaban a los nativos para venderlos en las haciendas. Estos ataques comenzaron a partir de 1627 cuando los bandeirantes cruzaron el río Tibagí que era el límite de las misiones del Guayrá, en un primer momento para capturar a los indígenas no reducidos, pero en 1629 la reducción de San Antonio dio refugio a un cacique fugado de los esclavistas, lo que dio el motivo para el ataque de los bandeirantes a esta reducción, luego fueron destruidas San Miguel y Jesús y María la que fue reedificada y trasladada. Los sobrevivientes tuvieron que emigrar con destino incierto en algunos casos. En 1630 los bandeirantes regresaron atacando la reducción de San Pablo, mientras que la de Encarnación fue despoblada ante el temor de un ataque. Ambas reducciones desaparecieron.
Luego en 1630 fue destruida la de San Javier y abandonada la reducción de San José ante el temor de un ataque, los evacuados se reunieron en una villa cerca de Loreto. Ante el ataque bandeirante, los pueblos de la región de Tayaoba: Arcángeles, Santo Tomás y Jesús y María fueron evacuados por los jesuitas hacia el Salto del Guayrá en donde se unieron al éxodo, quienes quedaron en ellos fueron esclavizados. Atacaron luego las dos reducciones de la región de los gualachíes: San Pedro y Concepción.
Los sobrevivientes del Guayrá concentrados en las dos únicas reducciones que permanecían sin atacar (Loreto y San Ignacio Miní), a fines de 1631, siendo dirigidos por el padre Antonio Ruiz de Montoya protagonizaron el éxodo guayreño, en el que 12 000 indígenas en 700 balsas viajaron río abajo por el Paranapanema y luego por el Paraná. Los bandeirantes destruyeron las dos reducciones tres días después de la partida del éxodo. Cerca del Salto del Guayrá los encomenderos de Ciudad Real intentaron impedir la expedición, pero debieron desistir, los indígenas atravesaron por tierra los saltos del Guayrá en donde perdieron gran parte de sus embarcaciones y allí se les unieron 2000 guaraníes provenientes de las reducciones del Tayaoba dirigidos por el padre Pedro Espinosa. Desde allí Ruiz de Montoya a petición del regidor de Santiago de Jerez, envió a los padres Diego Rançonnier, Justo Vanfurk y Mansilla a evangelizar la región de Itatín.
Tras grandes penurias divididos en grupos que avanzaron por tierra y por el río, lograron llegar a las reducciones de Natividad del Acaray y Santa María del Iguazú en donde recibieron auxilios para continuar luego por el Paraná hasta que en marzo de 1632 refundaron San Ignacio Miní y Nuestra Señora de Loreto a orillas del arroyo Yabebirí. Sólo lograron llegar 4000 guaraníes. Los misioneros emigrados quedaron a las órdenes de Pedro Romero, superior de las Misiones del Paraná y del Uruguay hasta que Ruiz de Montoya fue nombrado superior de todas las misiones en 1636.
Los encomenderos españoles de las ciudades de Villa Rica y Ciudad Real, participaron también en la captura de indígenas para incorporarlos a sus encomiendas. Los bandeirantes destruyeron luego las villas de Ciudad Real del Guayrá, Villa Rica del Espíritu Santo, Santiago de Jerez del Itatín y San Vicente de Ybiazá en la Vera.

### Las reducciones del Uruguay
En 1619 González de Santa Cruz fue encargado de predicar en la región del Uruguay y creó la reducción de Nuestra Señora de la Limpia Concepción del Ibitiracuá el 8 de diciembre de 1619 a una legua al oeste del río Uruguay. Luego fundó junto al padre Alfonso de Aragón (quien quedó en ella) San Nicolás de Piratiní en el actual Brasil el 3 de mayo de 1626, pero por el ataque bandeirante fue trasladada en enero de 1632 sobre el arroyo Aguarapucai al occidente del río Uruguay, unida a Apóstoles en febrero de 1652 y separada de ella el 2 de febrero de 1687 estableciéndose en su lugar primitivo del Piratiní. 
En 1627 el gobernador del Río de la Plata envió a Hernando Zayas como corregidor a gobernar el pueblo de Concepción, a Payá a gobernar la nueva reducción de San Francisco Javier de Yaguaraity fundada ese año (no subsistió) por González de Santa Cruz y a Pedro Bravo a Nuestra Señora de los Reyes Magos de Yapeyú (fundada el 4 de febrero de 1627) junto a los ríos Guaviraví y Uruguay, en la cual quedó el padre Pedro Romero. También en 1627 González de Santa Cruz fundó sobre el río Ibicuy la reducción de Nuestra Señora de la Purificación, pero fue poco después destruida. Ese mismo año, González de Santa Cruz fue nombrado "Superior de las Misiones del Uruguay". Pedro Romero (quedó en ella) y González de Santa Cruz erigieron Nuestra Señora de la Candelaria (futura capital de las Misiones) en 1627 sobre el río Caazapá-miní, en el Brasil actual.
González de Santa Cruz junto con Pedro del Castillo (quedó allí) fundaron Asunción del Yjuhí o del río Iguy (15 de agosto de 1628) en la región de Livi.
La última fundación que realizó González de Santa Cruz fue Todos los Santos del Caaró (1 de noviembre de 1628) junto con Alonso Rodríguez, en la región del Caaró en el actual Brasil. En esta reducción, el 15 de noviembre de 1628 fueron asesinados Roque González de Santa Cruz y Alonso Rodríguez, desapareciendo esta reducción para ser restaurada por José Oreghi poco después. Al día siguiente fue martirizado el padre Pedro del Castillo en Asunción del Yjuhí. El padre Pedro Romero quedó como superior de las misiones del Paraná y del Uruguay.
San Francisco Javier (1629), sobre el río Tabytihú o Tabatí fue fundada por Diego de Boroa y José Ordóñez (quedó en ella). Asunción de Nuestra Señora del Acaraguá (1629) fue fundada por Romero y por Cristóbal Altamirano (quedó en ella), estaba también ubicada al este del río Uruguay sobre el río Acaragua, pero fue trasladada al oeste del río Uruguay en 1637.
En 1630 Romero y Vicente Badía (quedó en ella) crearon la reducción de Apóstoles San Pedro y San Pablo en la región de Caazapá guazú y Pedro Mola fundó ese mismo año San Carlos Borromeo en la región de Caapí.
En 1633 los habitantes de Santa María la Mayor se trasladaron desde el Iguazú hasta el Uruguay ante el peligro de un ataque bandeirante. 
En 1637, ante el ataque bandeirante al Tapé fue evacuada la reducción de Candelaria hacia el Paraná. Ese año quedó a cargo de las misiones del Paraná, Uruguay y Tapé Diego de Alfaro. En 1638 los bandeirantes destruyeron las reducciones de Apóstoles San Pedro y San Pablo y San Carlos Borromeo, luego se dirigieron hacia las regiones de Caazapá miní (Candelaria) y Caaró (Todos los Santos) que habían sido abandonadas por los indígenas evacuados hacia el Paraná y en donde se hallaban los evacuados del Tapé, tras combates, los indígenas sobrevivientes fueron evacuados hacia la zona de Caazapá Guazú (Apóstoles San Pedro y San Pablo) y luego hacia San Nicolás de Piratiní, reducción que también fue destruida y trasladada al oeste del río Uruguay. Santo Tomé Apóstol (fundada en 1633 en Tapé, fue trasladada en 1639 sobre el río Uruguay y luego a la orilla opuesta) por Luis Ernot. Los habitantes sobrevivientes de Jesús y María fueron ubicados en la reducción de Concepción, mientras que con los de las reducciones de San Cristóbal, San Carlos y los Apóstoles San Pedro y San Pablo se fundó en 1639 por Agustín Contreras la reducción de Santos Mártires del Japón. De esta manera, no quedaron entonces reducciones jesuíticas de la misión del Uruguay al este de este río y desde entonces el rey autorizó a los reducidos el uso de armas de fuego. Poco después (1639) los bandeirantes asesinaron a Diego de Alfaro, siendo sucedido como superior de las misiones por Claudio Ruyer.
El 11 de marzo de 1641 se produjo la Batalla de Mbororé, durante la cual y en los días siguientes son derrotados los bandeirantes por un ejército misionero en el río Uruguay.

### Las reducciones del Tapé
En 1629 el padre Andrés de la Rúa, navegó hacia el origen del río Ibicuí predicando por primera vez en la región de la sierra del Tapé.
Después de producido el éxodo del Guayrá, se comenzó la evangelización de la región del Tapé a cargo del padre Romero, quien junto a Cristóbal de Mendoza fundó San Miguel Arcángel en 1632. Ese año Luis Ernot y Pablo de Benavides fundaron Santo Tomé Apóstol y Romero fundó San José y Álvarez. Natividad de la Virgen en Ararica. Luego San José fundada en la zona de Ytaguatia o Itacuati fue trasladada en 1638 al occidente del río Uruguay y nuevamente en 1660. En 1633, Cristóbal de Mendoza y Pedro Romero fundaron Santa Ana.
En 1633 Francisco Jiménez fundó Santa Teresa que luego relocalizó y Romero ese año creó San Joaquín y Jesús y María. El 26 de abril de 1634 fue asesinado en el Tapé el padre Mendoza. En 1634 Boroa y Contreras fundaron San Cristóbal y Vázquez San Cosme y San Damián.
A fines de 1637, los bandeirantes paulistas se dirigieron hacia las reducciones del Tapé ya que las del Guayrá fueron evacuadas. El 3 de diciembre de 1637 Raposo Tavares y su bandeira destruye la reducción de Jesús y María. Esto provocó que los sobrevivientes de esta reducción (una cuarta parte de sus habitantes) junto con los de las de San Cristóbal (destruida el 25 de diciembre de 1637) y Santa Ana (fundada sore el río Yacay, trasladada en 1637 en la orilla este del Paraná y luego un poco más al sur en 1660) hacia donde el padre Contreras evacuó previamente a los indígenas de San Cristóbal, se retiren el 26 de diciembre a sugerencia de Ruiz de Montoya (superior de las misiones) hacia la reducción de Natividad (o Navidad) pasando el río Igay.
Se estableció la línea de frontera en el río Igay, luego Ruiz de Montoya ordenó incendiar todos los pueblos y trasladarse al otro lado del río Uruguay, pero el superior provincial Diego de Boroa lo impidió. En 1637 San Joaquín fue abandonada y sus habitantes distribuidos, mientras que Santa Teresa fue atacada y destruida. En 1638 San Cosme y San Damián fue trasladada hacia la región entre el Paraná y el Uruguay, lo mismo que Natividad con la cual se formó el pueblo de San Pedro y Santa Ana, trasladada por Contreras primero hacia el Uruguay y luego hacia el Paraná. San José fue ubicada en las selvas del Paraná. Santo Tomás se trasladó sobre la orilla izquierda del Uruguay (actual ciudad de Santo Tomé) y San Miguel se ubicó al norte de Concepción, mientras que los habitantes de Santa Teresa se trasladaron a Itapuá. De esta forma todas las reducciones del Tapé fueron evacuadas hasta pasar el río Uruguay a principios de 1638, no quedando ninguna en ese momento en el actual territorio del Brasil.
San Miguel Arcángel volvió a ubicarse al oriente del río Uruguay en 1687, San Francisco Borja (1632) por Francisco García, recibió a parte de los indígenas de la destruida Jesús María del Igay, San Luis Gonzaga fundada en 1632 sobre el río Igay, se unió ese año a la de Concepción de la cual se separó en 1687 por obra de Miguel Fernández, ubicándose en Caazapá-miní y luego en su ubicación actual, San Lorenzo Mártir (separada de Santa María la Mayor en 1690) por Bernardo de la Vega, San Juan Bautista (separada de San Miguel en 1697) por Antonio Sepp von Reineg y Santo Angel Custodio separada de Concepción por Diego García en 1707 cuando pasó al este del río Uruguay sobre el Yyuy, trasladada luego otra vez.

### Las reducciones del Itatín
Los límites de la región de Itatín eran: al este la Sierra de Amambay, al oeste el río Paraguay, al sur el río Apa y al norte el río Tacuarí. 
En 1592 el capitán Juan Caballero Bazán creó en la vecina región de Guarambaré las reducciones de Caá-guazú, Taré y Bomboy con indios encomendados a los habitantes de Asunción y los dejó encargados al sacerdote no jesuita Hernando Cueva. El 8 de agosto de 1612, fueron enviados hacia la región de Guarambaré y Pitum o Ipané los padres jesuitas Vicente Griffi y Baltazar de Sena quienes predicaron en los tres pueblos y fueron luego reemplazados por Diego Boroa y Juan Salas, pero la misión fue abandonada dos años después. 
Desde el salto del Guayrá Ruiz de Montoya a petición del regidor de Santiago de Jerez, envió a los padres Diego Rançonnier, Justo Vanfurk y Mansilla a explorar la región de Itatín en 1631. Vanfurk quedó como superior de esa misión en colaboración de Ignacio Martínez, Nicolás Henard y Diego Rançonnier.
En esta región los jesuitas fundaron en 1632 las reducciones de San José de Ycaroig (en ella quedó Nicolás Henard), Ángeles de Taruaty (el rector fue Ignacio Martínez) fundada pocos días después de la anterior, Encarnación (regida por Vanfurk) y Apóstoles San Pedro y San Pablo (regida por Rançonnier). Las cuatro fueron destruidas por los bandeirantes en 1632, por lo que en 1633 los indígenas sobrevivientes son reagrupados en Tepoty y Andirapucá, ambas refundidas ese año en Yatebó, de la cual en 1635 fueron distribuidos sus habitantes entre las reducciones de San Ignacio (ex Caaguazú) y Nuestra Señora de la Fe del Taré. Ante el peligro de un ataque bandeirante, en 1632 las reducciones no jesuitas de Taré (o Tarey) y Bomboy fueron refundidas en una nueva llamada San Benito de Yatay, ese año esta reducción y la de Caá Guazú fueron encomendadas interinamente a los jesuitas quienes las renombraron como Nuestra Señora de la Fe (a la de San Benito) y San Ignacio (a la de Caá Guazú).
En 1649 sufrieron una nueva invasión por lo que fueron trasladados ambas reducciones a Ipané, San Ignacio de Ipané y Nuestra Señora de la Fe a un lugar llamado Aguaranamby a orillas del río Piray (o Aquidabán) en donde estuvieron hasta 1656 cuando regresaron a sus lugares originarios, pero debieron alejarse del río Paraguay por los ataques de los guaycurúes y mbayaes. En 1659 se trasladaron al Paraná con el nombre de Santiago (ex San Ignacio) y Santa María de Fe.
En 1645 los sacerdotes Pedro Romero, Justo Vanfurk (superior de las misiones de Itatín) y Mateo Fernández, iniciaron un intento de evangelización de las áreas del Chaco Boreal ubicadas frente a Itatín al occidente del río Paraguay, atravesando el territorio de los payaguaes. Fundando ese año la reducción de Santa Bárbara, pero poco después son asesinados allí los padres Mateo Fernández y Pedro Romero.